# Actinote mucia
Actinote mucia är en fjärilsart som beskrevs av Hopffner 1874. Actinote mucia ingår i släktet Actinote och familjen praktfjärilar. Inga underarter finns listade i Catalogue of Life.